# EHF-Pokal der Frauen 2005/06
Der EHF-Pokal der Frauen 2005/06 war die 25. Spielzeit des von der Europäischen Handballföderation (EHF) organisierten Wettbewerbs, an dem 50 Mannschaften teilnahmen. Im Finale setzte sich der ungarische Vertreter Ferencváros Budapest gegen den kroatischen Verein ŽRK Podravka Koprivnica durch.

## Wettbewerb

### Erste Runde
|                      | Gesamt |                           | Hinspiel | Rückspiel |
| -------------------- | ------ | ------------------------- | -------- | --------- |
| Egle Vilnius         | 54:39  | HBC Bascharage            | 27:22    | 27:17     |
| RK Kale Kicevo       | 61:36  | HB Dudelange              | 26:19    | 35:17     |
| DHW Antwerpen        | w/o    | KH Kosovo Vushtrri        |          |           |
| Youth Union Athienou | 36:92  | SHC Gorodnichanka Grodno  | 18:45    | 18:47     |
| Haukar Hafnarfjörður | 66:53  | Pelplast Handball Salerno | 38:19    | 28:34     |
| Fémina Visé          | 63:71  | AC Latsia Nicosia         | 35:38    | 28:33     |

### Zweite Runde
|                               | Gesamt |                          | Hinspiel | Rückspiel |
| ----------------------------- | ------ | ------------------------ | -------- | --------- |
| Astrachanotschka Astrachan    | 43:44  | Debreceni Vasutas SC     | 25:23    | 18:21     |
| GOG Svendborg Gudme           | 69:46  | Egle Vilnius             | 38:21    | 31:25     |
| RK Kale Kicevo                | 44:78  | GAS Anagennisi Artas     | 23:41    | 21:37     |
| DHW Antwerpen                 | 24:73  | AKABA Bera Bera          | 11:34    | 13:39     |
| ZRK Medicinar Sabac           | 36:75  | Ankara Havelsan          | 19:42    | 17:33     |
| Omni SV Hellas Den Haag       | 46:52  | Tecton WAT Atzgersdorf   | 25:25    | 21:27     |
| BNTU Minsk Region             | 56:54  | SHC Gorodnichanka Grodno | 24:24    | 32:30     |
| Spartak Kiew                  | 58:23  | Panathilintikos Sykeon   | 31:10    | 27:13     |
| TSV St. Otmar St. Gallen      | 45:70  | Haukar Hafnarfjörður     | 25:41    | 20:29     |
| CD Gil Eanes-Lagos            | 39:63  | Madeira Andebol SAD      | 18:27    | 21:36     |
| Nordstrand 2000 Oslo          | 50:45  | JUVENTA Mihalovce        | 33:27    | 17:18     |
| Sassari Citta’ dei Candelieri | 74:50  | AC Latsia Nicosia        | 38:25    | 36:25     |

### Dritte Runde
|                                | Gesamt   |                          | Hinspiel | Rückspiel |
| ------------------------------ | -------- | ------------------------ | -------- | --------- |
| Debreceni Vasutas SC           | 51:47    | Tertnes Bergen           | 31:19    | 20:28     |
| 1. FC Nürnberg                 | 54:65    | GOG Svendborg Gudme      | 24:30    | 30:35     |
| CJF Fleury les Aubrais         | 52:52(a) | GAS Anagennisi Artas     | 32:27    | 20:25     |
| AKABA Bera Bera                | 60:59    | DJK/MJC Trier            | 30:26    | 30:33     |
| Cem. la Union-Ribarroja        | 57:51    | CS Oltchim RM Valcea     | 32:24    | 25:27     |
| ZRK Celje Celjske Mesnine      | 54:55    | RK Laste Beograd         | 32:30    | 22:25     |
| Cornexi Alcoa                  | 70:34    | Tecton WAT Atzgersdorf   | 37:15    | 33:19     |
| BNTU Minsk Region              | 51:72    | SPR ICom Lublin          | 29:29    | 22:43     |
| CS Silcotub Zalau              | 58:59    | Ankara Havelsan          | 30:29    | 28:30     |
| Slovan Duslo Sala              | 66:46    | Spartak Kiew             | 28:24    | 38:22     |
| Haukar Hafnarfjörður           | 47:76    | ŽRK Podravka Koprivnica  | 24:37    | 23:39     |
| Ferencváros Budapest           | 79:48    | Madeira Andebol SAD      | 46:26    | 33:22     |
| ZRK Tvin Trgocentar Virovitica | 38:54    | HB Metz Moselle Lorraine | 20:25    | 18:29     |
| Nordstrand 2000 Oslo           | 52:67    | Ikast Bording EH A/S     | 24:38    | 28:29     |
| Sassari Citta’ dei Candelieri  | 48:57    | Rostow-Don               | 23:27    | 25:30     |
| HK Motor Saporischschja        | 51:39    | KS Zgoda Ruda Śląska     | 26:19    | 25:20     |

### Achtelfinale
|                         | Gesamt   |                          | Hinspiel | Rückspiel |
| ----------------------- | -------- | ------------------------ | -------- | --------- |
| HK Motor Saporischschja | 64:59    | Cem. la Union-Ribarroja  | 32:28    | 32:31     |
| Ankara Havelsan         | 61:88    | Ferencváros Budapest     | 32:46    | 29:42     |
| Cornexi Alcoa           | 67:40    | RK Laste Beograd         | 36:19    | 31:21     |
| GAS Anagennisi Artas    | 48:48(a) | GOG Svendborg Gudme      | 25:25    | 23:23     |
| Rostow-Don              | 35:44    | HB Metz Moselle Lorraine | 19:20    | 16:24     |
| Debreceni Vasutas SC    | 47:43    | SPR ICom Lublin          | 24:16    | 23:27     |
| AKABA Bera Bera         | 58:64    | ŽRK Podravka Koprivnica  | 32:29    | 26:35     |
| Ikast Bording EH A/S    | 65:52    | Slovan Duslo Sala        | 30:28    | 35:24     |

### Viertelfinale
|                      | Gesamt |                          | Hinspiel | Rückspiel |
| -------------------- | ------ | ------------------------ | -------- | --------- |
| Debreceni Vasutas SC | 43:41  | HB Metz Moselle Lorraine | 20:16    | 23:25     |
| Ikast Bording EH A/S | 51:53  | HK Motor Saporischschja  | 27:29    | 24:24     |
| Cornexi Alcoa        | 50:54  | ŽRK Podravka Koprivnica  | 26:28    | 24:26     |
| GOG Svendborg Gudme  | 53:60  | Ferencváros Budapest     | 30:29    | 23:31     |

### Halbfinale
|                         | Gesamt |                         | Hinspiel | Rückspiel |
| ----------------------- | ------ | ----------------------- | -------- | --------- |
| ŽRK Podravka Koprivnica | 55:45  | Debreceni Vasutas SC    | 26:21    | 29:24     |
| Ferencváros Budapest    | 51:50  | HK Motor Saporischschja | 24:23    | 27:27     |

### Finale
|                      | Gesamt |                         | Hinspiel | Rückspiel |
| -------------------- | ------ | ----------------------- | -------- | --------- |
| Ferencváros Budapest | 70:68  | ŽRK Podravka Koprivnica | 37:36    | 33:32     |